# Mark Rozowski
Mark Grigoriewicz Rozowski (ros. Марк Григорьевич Розовский; ur. 3 kwietnia 1937 Pietropawłowsk Kamczacki) – radziecki i rosyjski reżyser teatralny, dramaturg i scenarzysta. Ludowy Artysta Federacji Rosyjskiej (2004).
Dyrektor artystyczny teatru U Nikitskich worot

## Wybrane scenariusze filmowe
- 1975: Czego się czepiasz?